# Alex Herrera
Alexander James Herrera, detto Alex (Ignacio, 15 agosto 1992), è un cestista statunitense.